# Irșa, Radomîșl
Irșa (în ucraineană Ірша) este localitatea de reședință a comunei Irșa din raionul Radomîșl, regiunea Jîtomîr, Ucraina.

## Demografie
Componența lingvistică a localității Irșa
     Ucraineană (94,46%)
     Rusă (5,54%)
Conform recensământului din 2001, majoritatea populației localității Irșa era vorbitoare de ucraineană (94,46%), existând în minoritate și vorbitori de rusă (5,54%).